# Choretrum candollei
Choretrum candollei là một loài thực vật có hoa trong họ Santalaceae. Loài này được F.Muell. ex Benth. mô tả khoa học đầu tiên năm 1873.